# Fontus Lake
Der Fontus Lake (englisch; bulgarisch езеро Фонт esero Font) ist ein ovaler, in südsüdwest-nordnordöstlicher Ausrichtung 150 m langer, 100 m breiter und 1,9 Hektar großer See auf der Livingston-Insel im Archipel der Südlichen Shetlandinseln. Auf der Byers-Halbinsel liegt er 600 m nordöstlich des Dometa Point und 740 m südlich des Negro Hill im mittleren Abschnitt der South Beaches. Von der Bransfieldstraße trennt ihn ein 53 bis 64 m breiter Landstreifen.
Die bulgarische Kommission für Antarktische Geographische Namen benannte ihn 2020 nach Fontus, Gott der Quellen, Brunnen und fließenden Gewässer aus der römischen Mythologie.